# Jean-Victor Meyers
Jean-Victor Meyers (Neuilly-sur-Seine, 29 de abril de 1986) é um empresário executivo francês, bisneto de Eugène Schueller, o fundador da L'Oréal Paris, neto de Liliane Bettencourt e filho mais velho de Françoise Bettencourt-Meyers, a mulher mais rica do mundo. Jean-Victor possui uma grife de roupas masculinas, a Exemplaire Paris, que ele fundou com seu melhor amigo, Louis Leboiteux. Meyers é representante da família no conselho da L'Oréal, desde 2012, substituindo sua avó, Liliane, quando a mesma renunciou ao conselho, devido as polêmicas do famoso escândalo, "Affaire Bettencourt". Assim como seus pais, Jean-Victor é judeu, contrariando seu bisavô, Eugène, que financiava o grupo nazista, "La Cagoule".

## Educação
Depois de estudar na École active bilingue Jeannine-Manuel, obteve uma licença em economia e gestão de negócios na Universidade de Nanterre e seguiu, nos Estados Unidos, por um curso de "negócios gerais" na Universidade da Califórnia em Los Angeles (UCLA) e curso de finanças na New York University.
Graduado em um ciclo de gestão acelerado no Higher Institute of Management (ISG), ele fez um trabalho de verão na Cruz Vermelha francesa em 2006, uma sessão de treinamento em gestão de ativos privados na Goldman Sachs em Londres e um estágio na principal Boutique da grife Louis Vuitton na Avenida Montaigne em Paris.

## Carreira

### L'Oréal
Jean-Victor se tornou diretor da L'Oréal após a assembleia geral de 17 de abril de 2012, substituindo sua avó, Liliane Bettencourt, a quem ele supervisionava (com sua mãe e irmão), antes dela falecer em 2017. Ele foi cooptado pela diretoria do grupo em 13 de fevereiro de 2012. Esta cadeira oferece-lhe entre 60 mil  e 110 mil euros por ano em propinas.
Antes dessa nomeação, ele se familiarizou com as atividades da L'Oréal passando o ano de 2010 como gerente assistente de produto na Yves Saint Laurent Beauté e, em 2011, concluindo um curso de imersão em várias subsidiárias internacionais do grupo.

### Exemplaire
Jean-Victor criou em fevereiro de 2012 a empresa Exemplaire com seu amigo de infância Louis Leboiteux. Com um capital de 400.500 euros dos quais detém 99,87%, é especializada na fabricação de artigos e vestuário para marroquinaria e viagens.
Comercializadas em 4 butiques (uma na França, duas nos Estados Unidos e uma no Reino Unido), as criações são definidas como “minimalistas, certamente não bling-bling” por Jean-Victor. A produção ocorre na Toscana e Mayenne.

## Vida particular

### Família
Pela parte da mãe, (Françoise Bettencourt-Meyers) Jean-Victor é neto de André Bettencourt, político, várias vezes ministro de Gaulle e Pompidou e de sua esposa Liliane Bettencourt, filha única e herdeira de Eugène Schueller, fundador da L'Oréal e por muito tempo a fortuna número um da França.
Através de seu pai, (Jean-Pierre Meyers) ele é o bisneto do Rabino Robert Meyers, assassinado em Auschwitz, e o tataraneto do Rabino Jules Bauer, diretor do Seminário Judaico da França. Ele também é primo da tenista francesa Stéphanie Cohen-Aloro.
De mãe católica e pai judeu, ele e seu irmão mais novo Nicolas, nascido em 1988, foram criados no judaísmo.

### Bens imobiliários

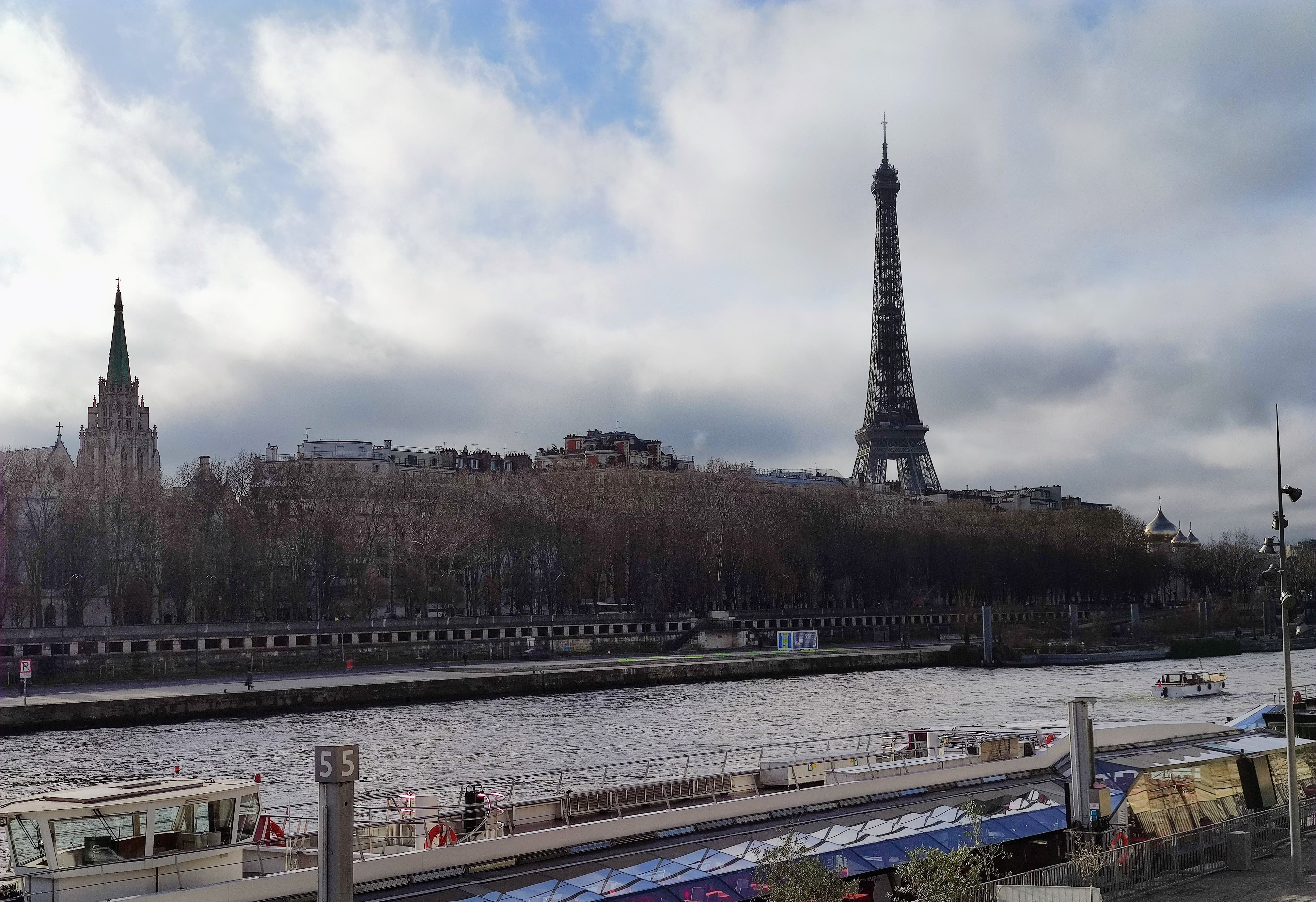
O Quai d'Orsay, visto da margem direita.

Em 2020, adquiriu um apartamento parisiense de 330 2, com vista para a Esplanade des Invalides, que vendeu dois anos depois ao bilionário americano Israel Englander pela quantia de 20 milhões de euros. É graças ao produto dessa venda que adquiriu em 2022, por valor equivalente, um duplex de 800 metros quadrados localizado no Quai d'Orsay às margens do Sena e decorado por Alberto Pinto.